# Törökszentmiklós
Törökszentmiklós este un oraș în districtul Törökszentmiklós, județul Jász-Nagykun-Szolnok, Ungaria, având o populație de 21.467 de locuitori (2011). 

## Demografie
Componența etnică a orașului Törökszentmiklós
     Maghiari (95,56%)
     Romi (3,11%)
     Necunoscut (0,48%)
     Alții (0,85%)
Componența confesională a orașului Törökszentmiklós
     Fără religie (33,25%)
     Romano-catolici (25,44%)
     Reformați (12,13%)
     Atei (1,15%)
     Necunoscută (27,6%)
     Alte religii (1,3%)
Conform recensământului din 2011, orașul Törökszentmiklós avea 21.467 de locuitori. Din punct de vedere etnic, majoritatea locuitorilor (95,56%) erau maghiari, cu o minoritate de romi (3,11%). Apartenența etnică nu este cunoscută în cazul a 0,48% din locuitori. Nu există o religie majoritară, locuitorii fiind persoane fără religie (33,25%), romano-catolici (25,44%), reformați (12,13%) și atei (1,15%). Pentru 27,6% din locuitori nu este cunoscută apartenența confesională.